# Faustball-Bundesliga
Die Faustball-Bundesliga ist seit 1960 die höchste nationale Spielklasse im bundesdeutschen und seit 1990 im gesamtdeutschen Faustballspielbetrieb. Der Wettbewerb findet in einer in Nord- und Südstaffel aufgeteilten Liga statt und wird von der Deutschen Faustball-Liga organisiert.

## Modus
Die Faustball-Bundesliga ist in eine Nord- und eine Südstaffel unterteilt. Zum Bereich der 1. Bundesliga Nord gehören Vereine aus den Bundesländern Schleswig-Holstein, Hamburg, Mecklenburg-Vorpommern, Brandenburg, Berlin, Sachsen-Anhalt, Niedersachsen, Bremen und Nordrhein-Westfalen. Der 1. Bundesliga Süd gehören Vereine aus Hessen, Rheinland-Pfalz, Saarland, Baden-Württemberg, Bayern, Thüringen und Sachsen an.
Die zwei Staffeln umfassen bei den Männern je acht Mannschaften, bei den Frauen neun. Sie treten in Hin- und Rückspielen gegeneinander an. Bei den Frauen treffen sich je drei Teams, um einen Doppelspieltag zu bestreiten. Dabei treten die Gastgeber zur ersten und zur abschließenden dritten Partie an.
Im Rahmen eines separaten Turniers spielen schließlich die drei besten Mannschaften jeder Staffel den Deutschen Meister aus. Im Feld gibt es im September ein gemeinsames Endrunden-Turnier von Frauen und Männern, in der Halle wird der Titelträger im März an verschiedenen Orten ermittelt.
Die beiden letztplatzierten Mannschaften steigen in die nachgeordneten 2. Bundesligen
ab:
Bei den Herren sind das die Staffeln Nord, West, Süd bzw. Ost
Bei den Damen
waren es bis 2024 die Staffeln Nord, Ost, Süd und West.
Ab 2025 sind es die Staffeln Nord-Ost und Süd West.
Im Faustball gibt es sowohl eine Hallen- als auch eine Feldsaison, in denen Titelträger ausgespielt werden. Außerhalb Deutschlands gibt es in der Halle lediglich noch in Österreich und in der Schweiz einen Liga-Spielbetrieb.

## Mannschaften der Feldsaison 2025 (Mai bis September)

### Herren
| 1. Liga Nord - VfK 1901 Berlin - TV GH Brettorf - TSV Hagen 1860 - VfL Kellinghusen - Berliner Turnerschaft - Leichlinger TV - SV Moslesfehn (N) - Ahlhorner SV (N) | 1. Liga Süd - TSV Pfungstadt (M) - TV Schweinfurt-Oberndorf - TSV Calw - TV 1880 Käfertal - TV Vaihingen/Enz - TV Segnitz - TV Stammheim (N) - TV Waldrennach (N) |

### Damen
| 1. Liga Nord - SV Moslesfehn - VfL Kellinghusen - TV Jahn Schneverdingen (M) - Ahlhorner SV - TV GH Brettorf - Ohligser TV - MTV Wangersen - TSV Essel - TuS Wakendorf-Götzberg (N) | 1. Liga Süd - TSV Dennach - TSV Calw - TV Segnitz - TV Unterhaugstett - TSV Pfungstadt - TV 1880 Käfertal - ASV Veitsbronn - TV Stammheim - TV Schweinfurt-Oberndorf (N) - SV Energie Görlitz (N) |

## Mannschaften der Hallensaison 2023/24 (November bis März)

### Herren
Nord: TV GH Brettorf, VfK 1901 Berlin, Leichlinger TV, Berliner Turnerschaft, SV Armstorf, TSV Lola, MTV Wangersen, SV Moslesfehn, TK Hannover

Süd: TSV Pfungstadt, TV 1880 Käfertal, TV Schweinfurt-Oberndorf, TV Vaihingen/Enz,
TV 1865 Waibstadt, TSV Calw, TV Neugablonz, TV Waldrennach, TV Stammheim, TV Neugablonz

### Damen
Nord: Ahlhorner SV, SV Moslesfehn, TV Jahn Schneverdingen, VfL Kellinghusen, TV GH Brettorf, TK Hannover,
Lemwerder TV, Ohligser TV, MTV Wangersen, TSV Wiemersdorf, TSV Hagen 1860

Süd: TSV Calw, TSV Dennach, TV 1880 Käfertal, TSV Ötisheim, TSV Pfungstadt, TV Segnitz, TV Stammheim, TV Unterhaugstett,
TV Schweinfurt-Oberndorf